# 米穀の新用途への利用の促進に関する法律
米穀の新用途への利用の促進に関する法律（べいこくのしんようとへのりようのそくしんにかんするほうりつ、平成21年4月24日法律第25号）は、米穀利用の促進に関する日本の法律である。
2009年4月24日公布、同年7月1日施行。
この法律と、米穀等の取引等に係る情報の記録及び産地情報の伝達に関する法律、食糧法改正はまとめて米関連3法案と呼ばれ、コメ需要や食料自給率の伸び悩み、事故米不正転売事件などを背景に作られた。この3法案は2009年4月17日に参議院本会議で可決、成立した。
米穀について米粉用や飼料用といった用途への利用を促進し、重要な食料生産基盤である水田を最大限に活用して食料の安定供給を確保することを目的として制定された。生産農家と食品工業との連携、加工適性を高める新品種育成に対し、食糧法や種苗法などの特例を定めて支援を図る。